# Liste des stations du Tōkaidō

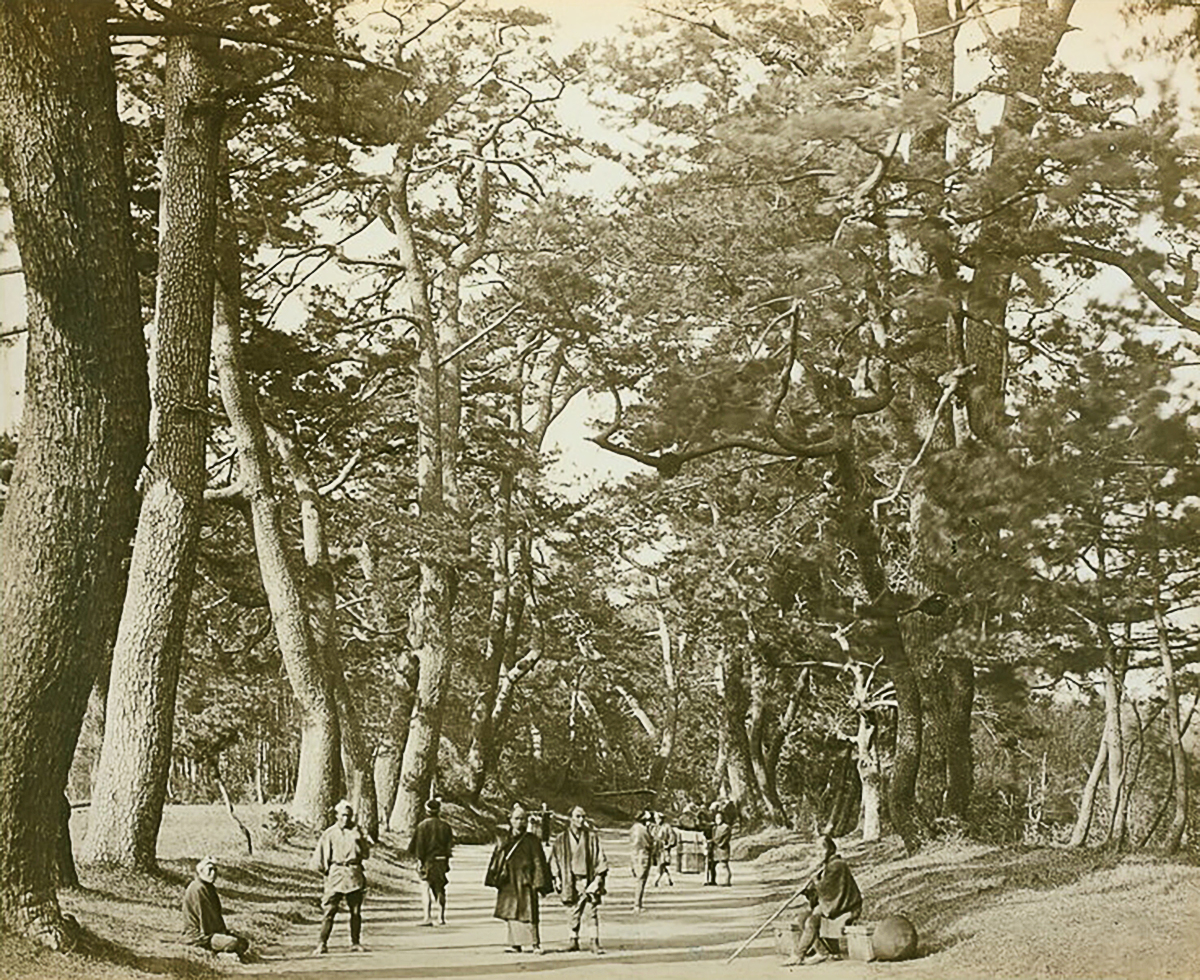
Le Tōkaidō en 1865.

Les cinquante-trois stations du Tōkaidō (東海道五十三次, Tōkaidō gojūsan-tsugi) étaient des étapes de repos le long du Tōkaidō, une route côtière allant de Nihonbashi dans Edo (maintenant Tokyo) à Sanjō Ōhashi dans Kyoto.

## Stations du Tōkaidō
Il y avait à l'origine cinquante-trois stations du gouvernement le long du Tōkaidō où les voyageurs devaient présenter un permis à chaque station s'ils voulaient le traverser. Toutes les stations, en plus des points de départ et d'arrivée (qui sont communs avec le Nakasendō), sont indiquées en ordre ci-dessous. Les stations sont réparties selon la préfecture moderne qu'elles traversent plus les noms des villes/bourgs/villages/districts, avec les noms des provinces historiques.

### Tokyo

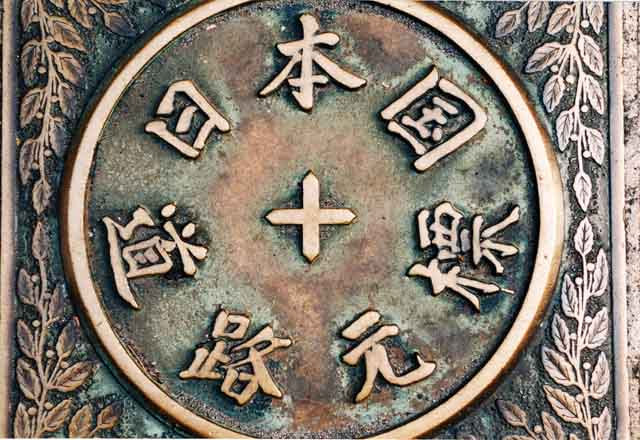
Indicateur de distance à Nihonbashi d'où sont mesurées les distances sur les autoroutes modernes.

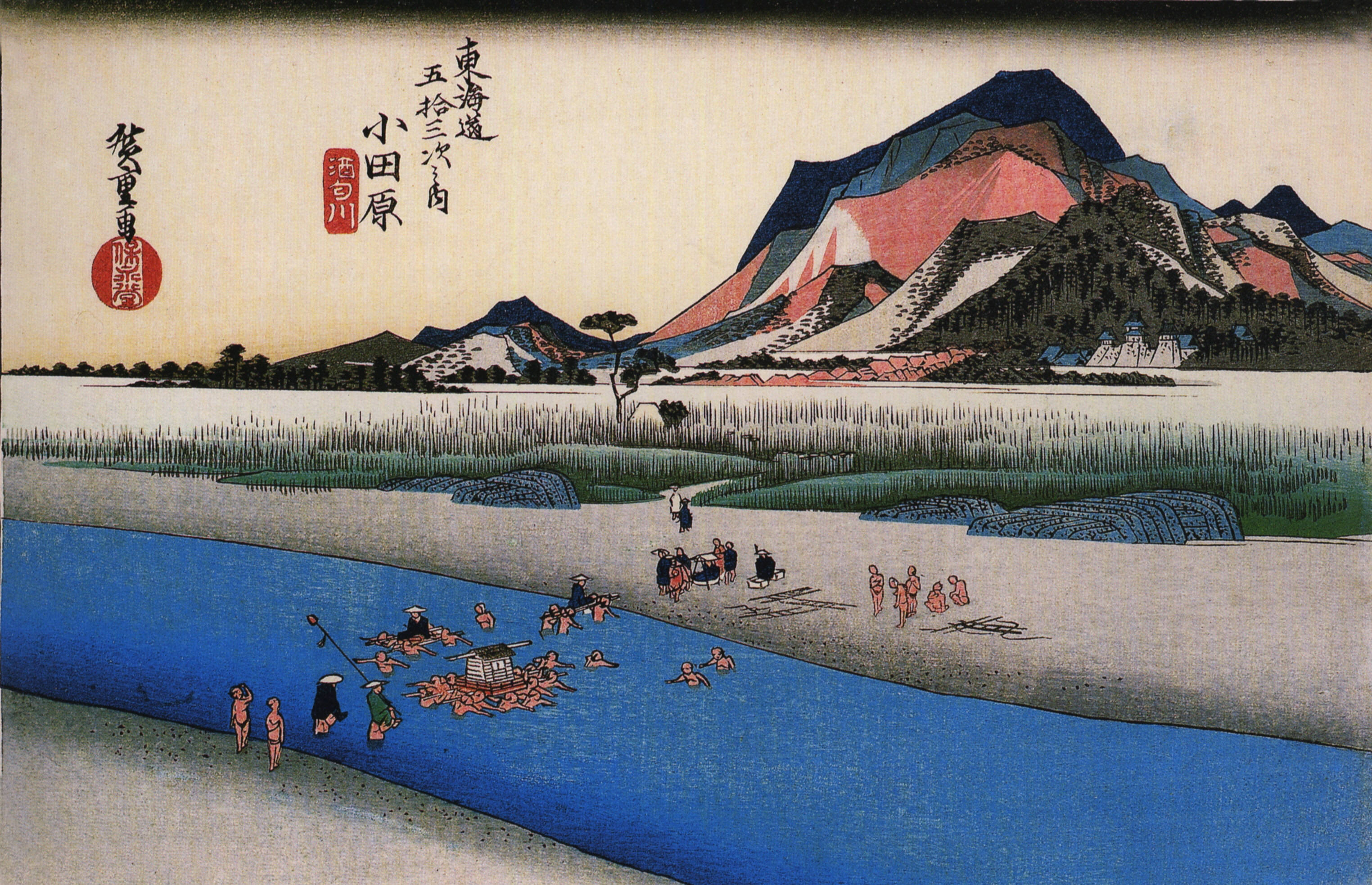
Odawara-juku dans les années 1830, estampe d'Hiroshige de la série Les Cinquante-trois Stations du Tōkaidō.

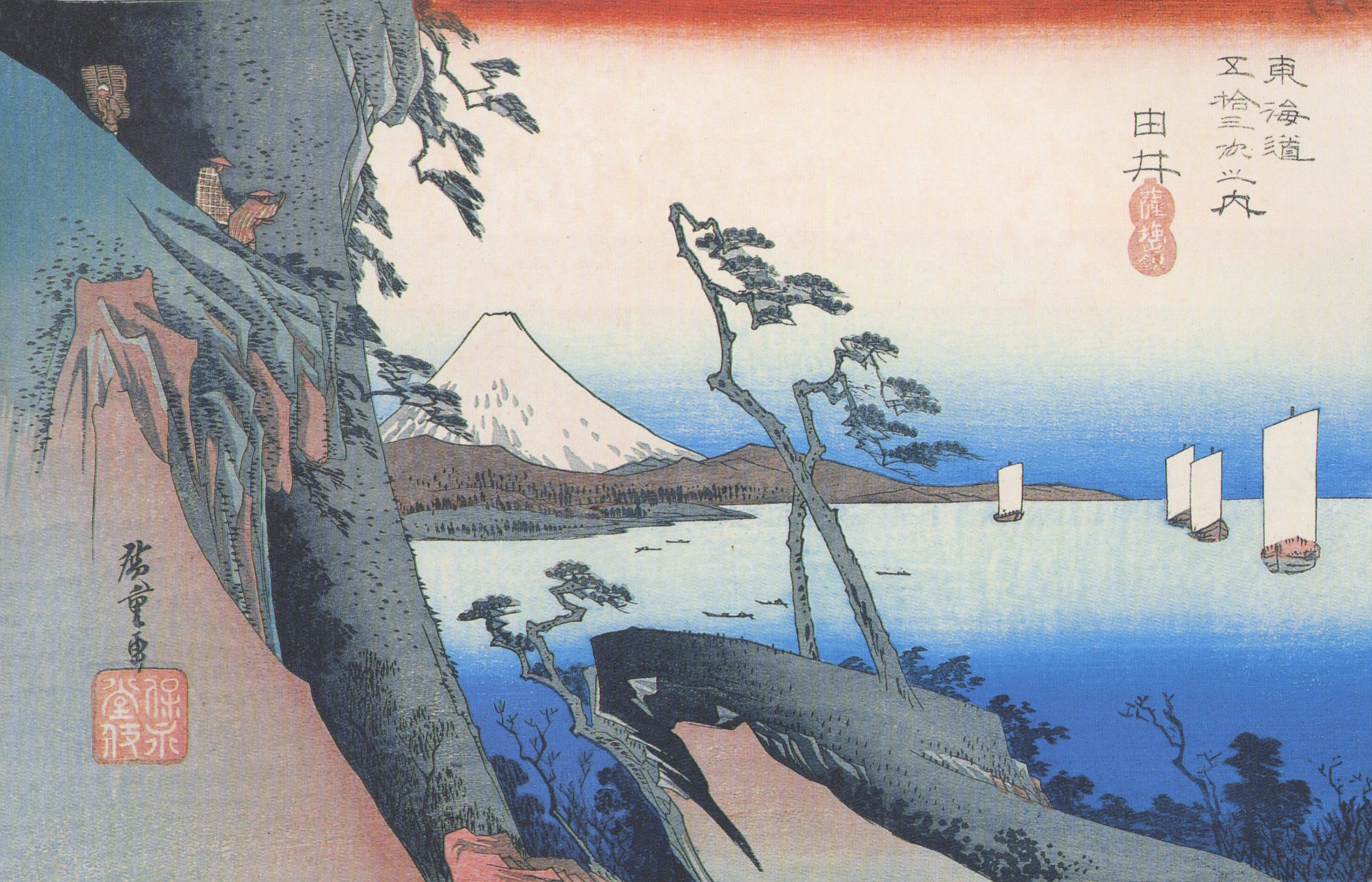
La campagne autour de Yui-shuku dans les années 1830.

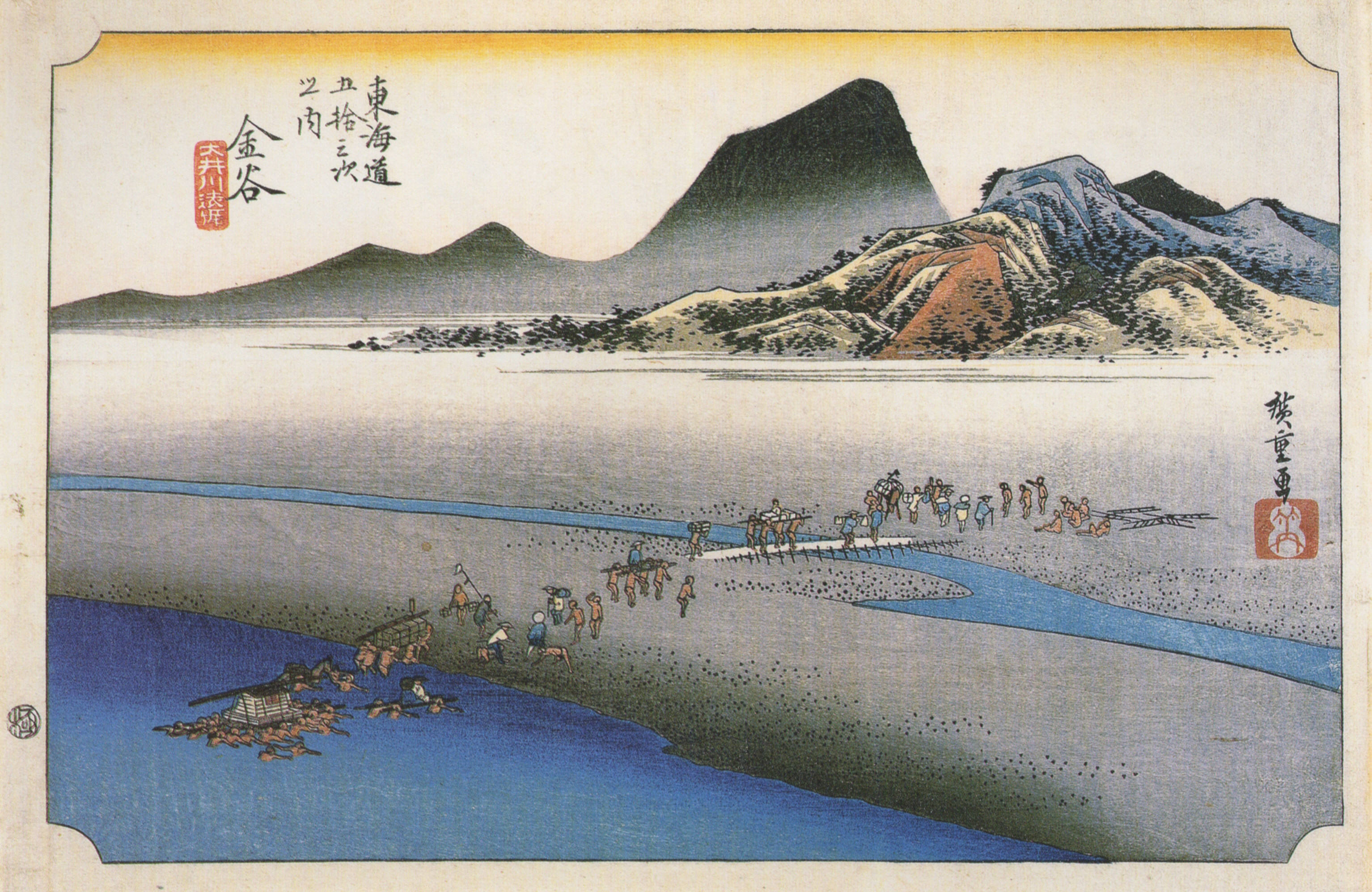
Kanaya-juku au bord de la rivière Ōi dans les années 1830.

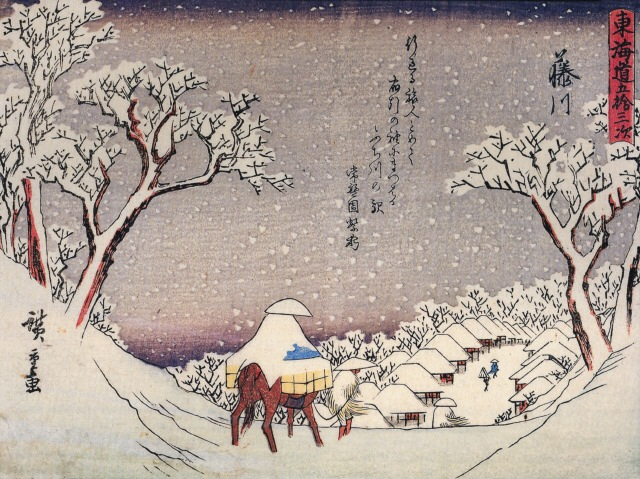
Fujikawa-shuku dans les années 1830.

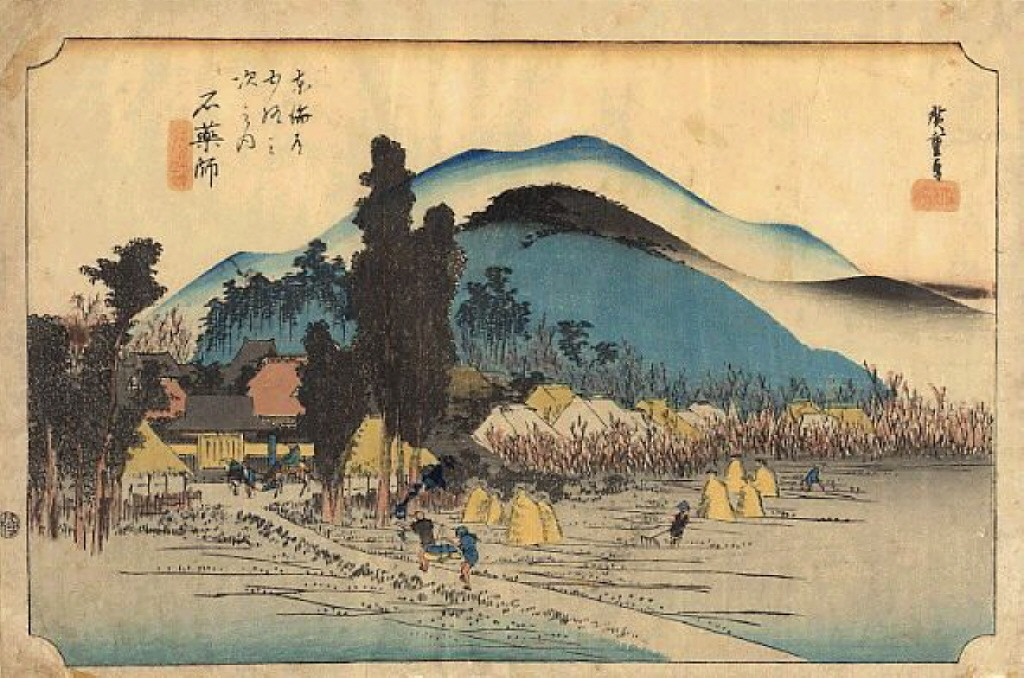
Ishiyakushi-juku dans les années 1830.

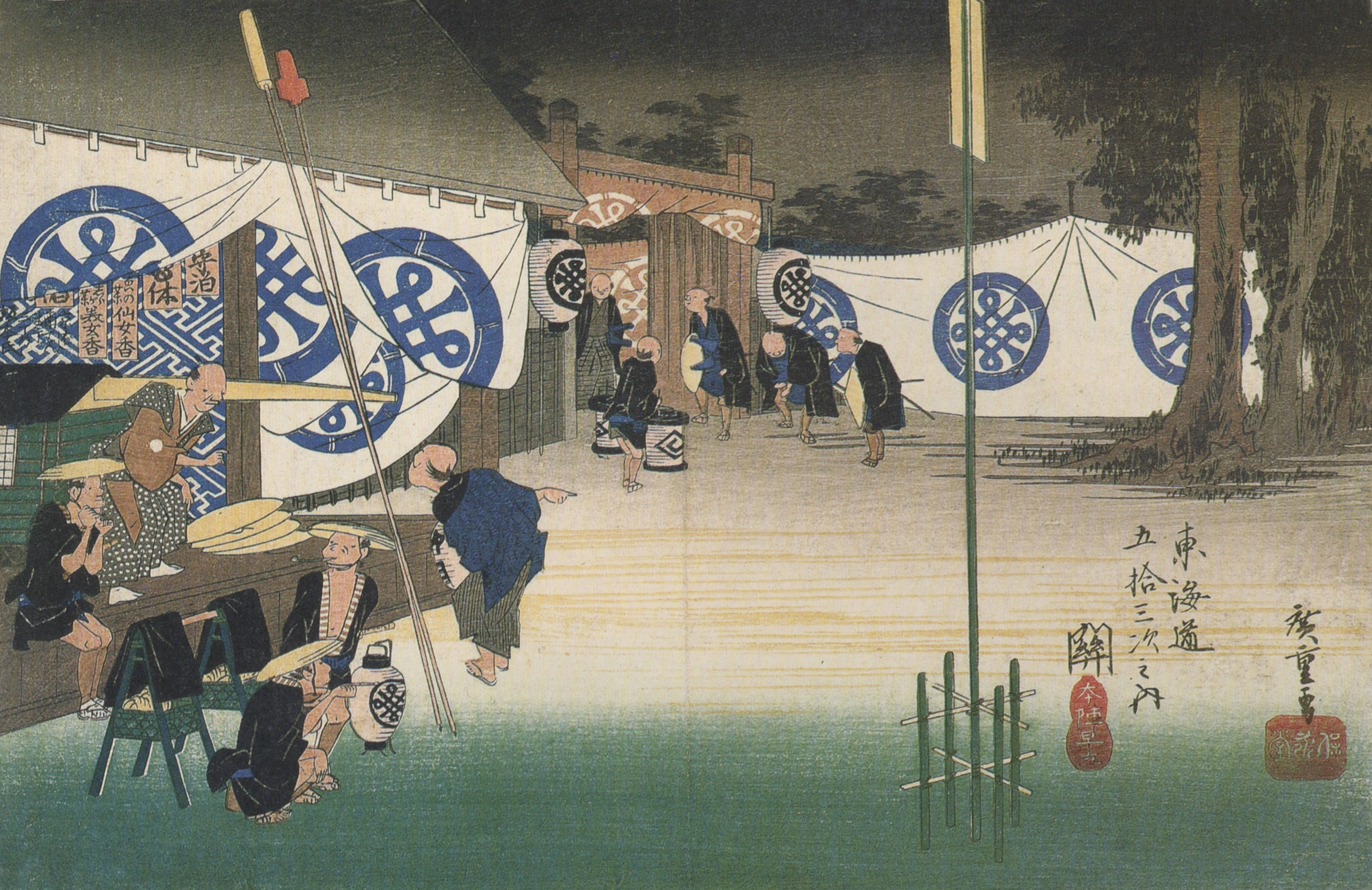
Seki-juku dans les années 1830.

Point de départ : Nihonbashi (Chūō-ku)
1. Shinagawa-juku (Shinagawa)

### Préfecture de Kanagawa
2. Kawasaki-juku (Kawasaki-ku, Kawasaki)
3. Kanagawa-juku (Kanagawa-ku, Yokohama)
4. Hodogaya-juku (Hodogaya-ku, Yokohama)
5. Totsuka-juku (Totsuka-ku, Yokohama)
6. Fujisawa-shuku (Fujisawa)
7. Hiratsuka-juku (Hiratsuka)
8. Ōiso-juku (Ōiso, district de Naka)
9. Odawara-juku (Odawara)
10. Hakone-juku (Hakone, district d'Ashigarashimo)

### Préfecture de Shizuoka
11. Mishima-shuku (Mishima)
12. Numazu-juku (Numazu)
13. Hara-juku (Numazu)
14. Yoshiwara-juku (Fuji)
15. Kanbara-juku (Shimizu-ku, Shizuoka)
16. Yui-shuku (Shimizu-ku, Shizuoka)
17. Okitsu-juku (Shimizu-ku, Shizuoka)
18. Ejiri-juku (Shimizu-ku, Shizuoka)
19. Fuchū-shuku (Aoi-ku, Shizuoka)
20. Mariko-juku (Suruga-ku, Shizuoka)
21. Okabe-juku (Fujieda)
22. Fujieda-juku (Fujieda)
23. Shimada-juku (Shimada)
24. Kanaya-juku (Shimada)
25. Nissaka-shuku (Kakegawa)
26. Kakegawa-juku (Kakegawa)
27. Fukuroi-juku (Fukuroi)
28. Mitsuke-juku (Iwata)
29. Hamamatsu-juku (Chūō-ku, Hamamatsu)
30. Maisaka-juku (Chūō-ku, Hamamatsu)
31. Arai-juku (Kosai)
32. Shirasuka-juku (Kosai)

### Préfecture d'Aichi
33. Futagawa-juku (Toyohashi)
34. Yoshida-juku (Toyohashi)
35. Goyu-shuku (Toyokawa)
36. Akasaka-juku (Toyokawa)
37. Fujikawa-shuku (Okazaki)
38. Okazaki-shuku (Okazaki) (en commun avec le Shio no Michi)
39. Chiryū-juku (Chiryū)
40. Narumi-juku (Midori-ku, Nagoya)
41. Miya-juku (Atsuta-ku, Nagoya)

### Préfecture de Mie
42. Kuwana-juku (Kuwana)
43. Yokkaichi-juku  (Yokkaichi)
44. Ishiyakushi-juku (Suzuka)
45. Shōno-juku (Suzuka)
46. Kameyama-juku (Kameyama)
47. Seki-juku (Kameyama)
48. Sakashita-juku (Kameyama)

### Préfecture de Shiga
49. Tsuchiyama-juku (Kōka)
50. Minakuchi-juku (Kōka)
51. Ishibe-juku (Konan)
52. Kusatsu-juku (Kusatsu) (en commun avec le Nakasendō)
53. Ōtsu-juku (Ōtsu) (en commun avec le Nakasendō)

### Préfecture de Kyoto

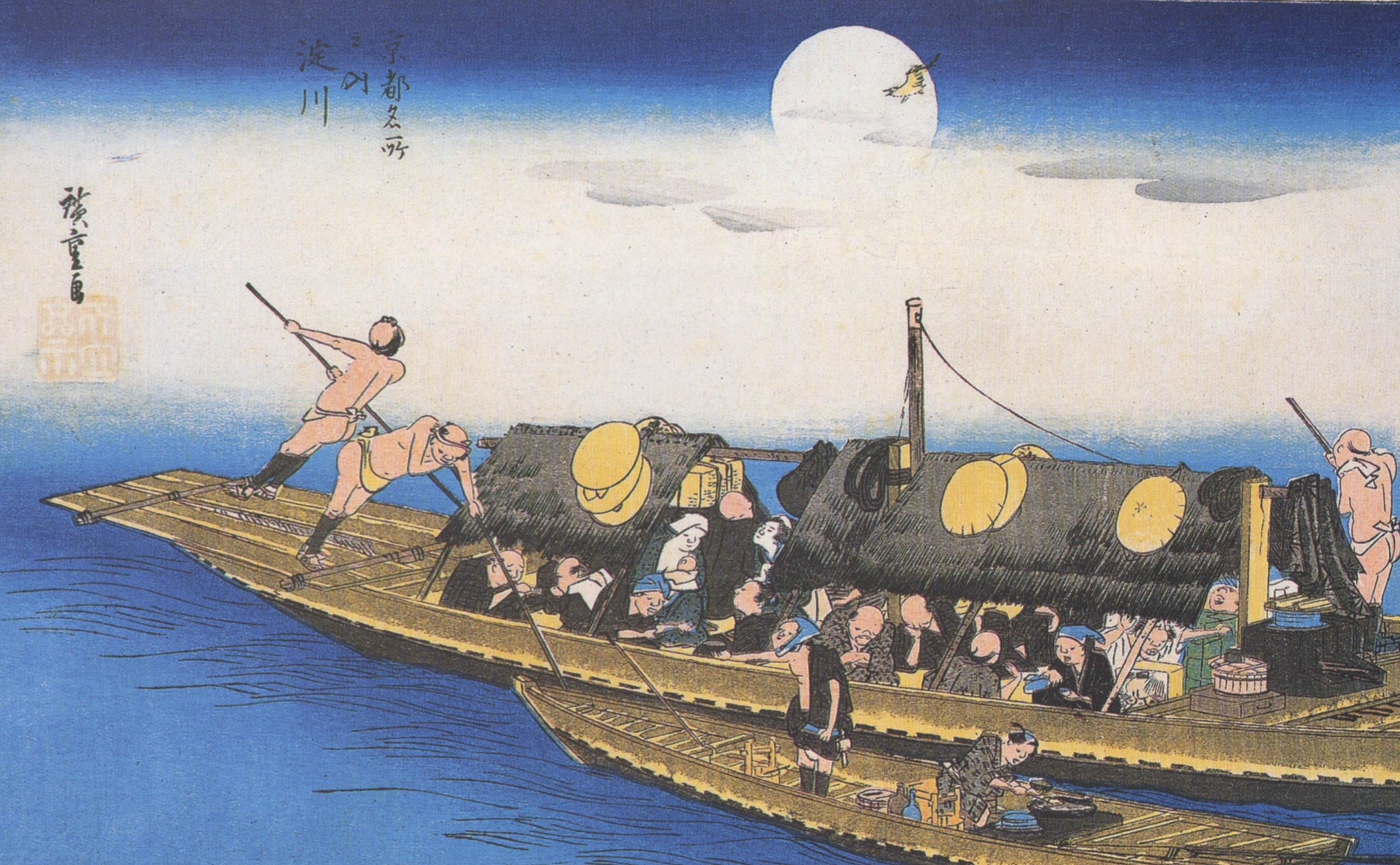
Un bateau descendant la rivière Yodo vers Kōraibashi.

Point d'arrivée : Sanjō Ōhashi (Kyoto)

## Ōsaka Kaidō
En 1619, l'Ōsaka Kaidō (大阪街道) fut développé pour étendre le Tōkaidō de telle façon qu'il atteigne Kōraibashi, à présent Osaka. Au lieu d'aller à Sanjō Ōhashi, les voyageurs partaient d'Ōtsu-juku et se rendaient à Fushimi-juku. À cause de l'addition de ces quatre stations, on parle occasionnellement des cinquante-sept stations du Tōkaidō. Un autre nom pour cette adjonction était Kyōkaidō (京街道).

### Préfecture de Kyoto
54. Fushimi-juku (Fushimi-ku, Kyoto)
55. Yodo-juku (Fushimi-ku, Kyoto)

### Préfecture d'Osaka
56. Hirakata-juku (Hirakata)
57. Moriguchi-juku (Moriguchi)
point d'arrivée : Kōraibashi (Chūō-ku, Osaka)

## Parprovinces du Japon
Quand le Tōkaidō fut établi durant la période Edo, il traversait les dix provinces historiques suivantes :
- Province de Musashi :  Nihonbashi (départ) à Hodogaya-juku (4)
- Province de Sagami :  Totsuka-juku (5) à Hakone-juku (10)
- Province d'Izu :  Mishima-shuku (11)
- Province de Suruga :  Numazu-juku (12) à Shimada-juku (23)
- Province de Totomi :  Kanaya-juku (24) à Shirasuka-juku (32)
- Province de Mikawa :  Futagawa-juku (33) à Chiryū-juku (39)
- Province d'Owari :  Narumi-juku (40) et Miya-juku (41)
- Province d'Ise :  Kuwana-juku (42) à Sakanoshita-juku (48)
- Province d'Ōmi :  Tsuchiyama-juku (49)  Ōtsu-juku (53)
- Province de Yamashiro :  Sanjō Ōhashi (fin initiale), Fushimi-juku (54) et Yodo-juku (55)
- Province de Kawachi :  Hirakata-juku (56) et Moriguchi-juku (57)
- Province de Settsu :  Kōraibashi (arrivée)